# Pacific State
Pacific State, anche conosciuto come Pacific 202 e Pacific, è un singolo degli 808 State del 1989, pubblicato dall'etichetta ZTT Records. Il brano si inserì alla posizione numero 10 della Official Singles Chart.

## Composizione
Gli 808 State iniziarono a lavorare a Pacific State nel 1989, poco prima della dipartita di Gerald Simpson. Benché nei crediti del loro album Quadrastate, contenente Pacific State, fosse stata realizzata da Simpson insieme agli altri membri del gruppo, questi rivendicò l'intera realizzazione del brano e accusò i gli altri membri della formazione di aver licenziato la traccia senza il suo permesso. Stando a quanto documenta Graham Massey degli 808 State, egli avrebbe suonato la linea di sassofono che si sente in Pacific State e sostiene che la sua fama era confinata nell'Haçienda prima che Gary Davies, dopo averla sentita a Ibiza, iniziò a trasmetterla su BBC Radio 1. Nella traccia si sente il campionamento di una strolaga che è stato utilizzato anche in numerosi altri brani.
Stando alla retrospettiva di The Independent relativa a un concerto degli 808 State, Pacific State «è stato capace di rilassare un'intera nazione. I ritmi morbidi ma insistenti, una luce che abbellisce i suoni della natura selvaggia e un sassofono soprano che penetra come una vipera nel sottobosco dell'Eden. È l'equivalente sonoro di una festa all'interno di una gigantesca vasca di isolamento.»

## Pubblicazione
Del brano esistono più versioni con più titoli. Il remix conosciuto come Pacific 707 venne edito su singolo dalla ZTT nel 1989. Nel loro album 90, uscito nel medesimo anno, la traccia prende il titolo Pacific 202. Durante i loro concerti, hanno eseguito molteplici variazioni della canzone.
Il 15 marzo 1990 la Tommy Boy Records ripubblicò il singolo per il mercato statunitense.

## Formazione
- Gerald Simpson – strumentazione elettronica
- Graham Massey – strumentazione elettronica
- Martin Price – strumentazione elettronica